# Rachel Grynfeld

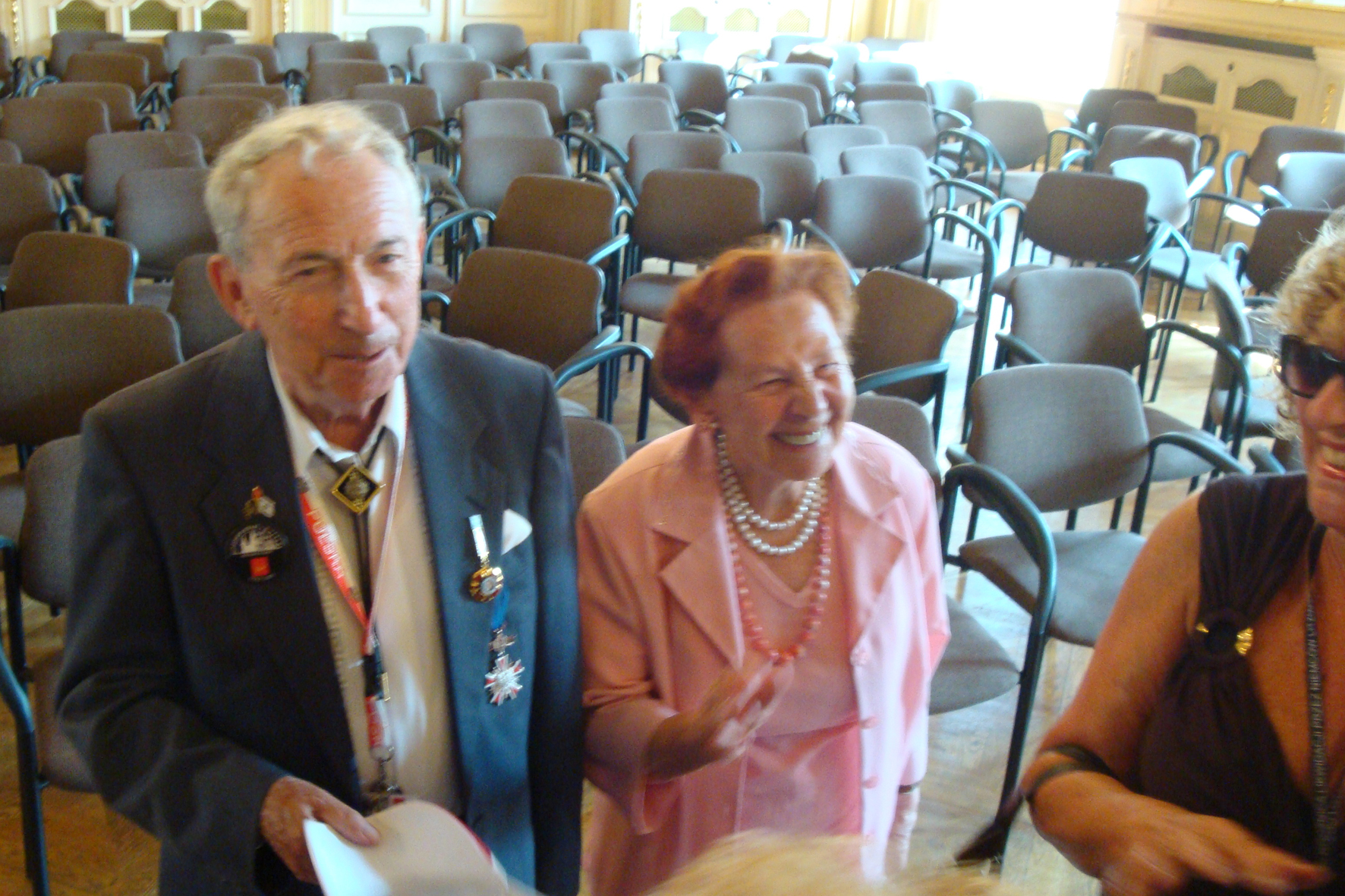
Eliezer Grynfeld z żoną Rachel Grynfeld 28 sierpnia 2009 w Łodzi

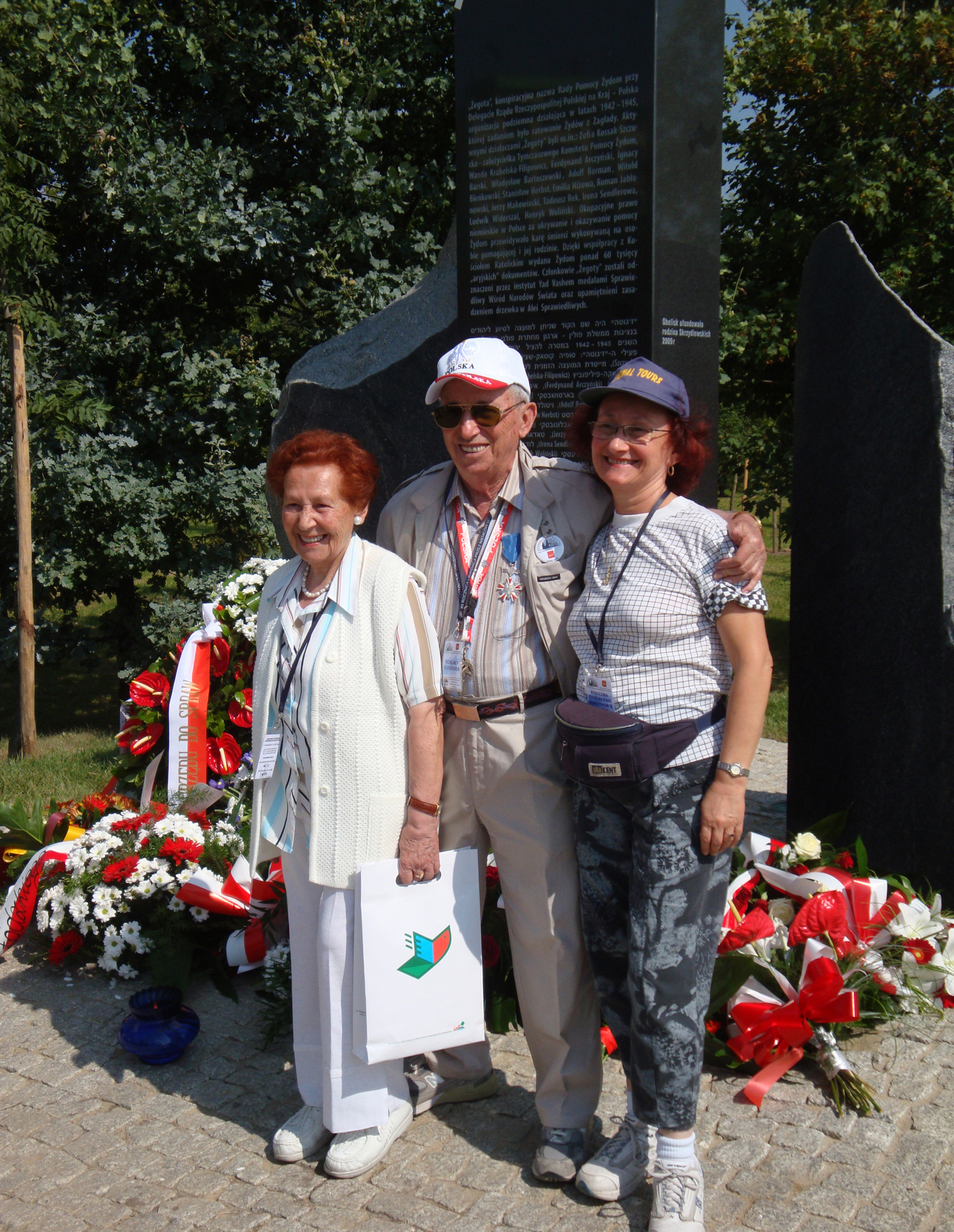
Eliezer Grynfeld z żoną Rachel Grynfeld w Łodzi 25 sierpnia 2009

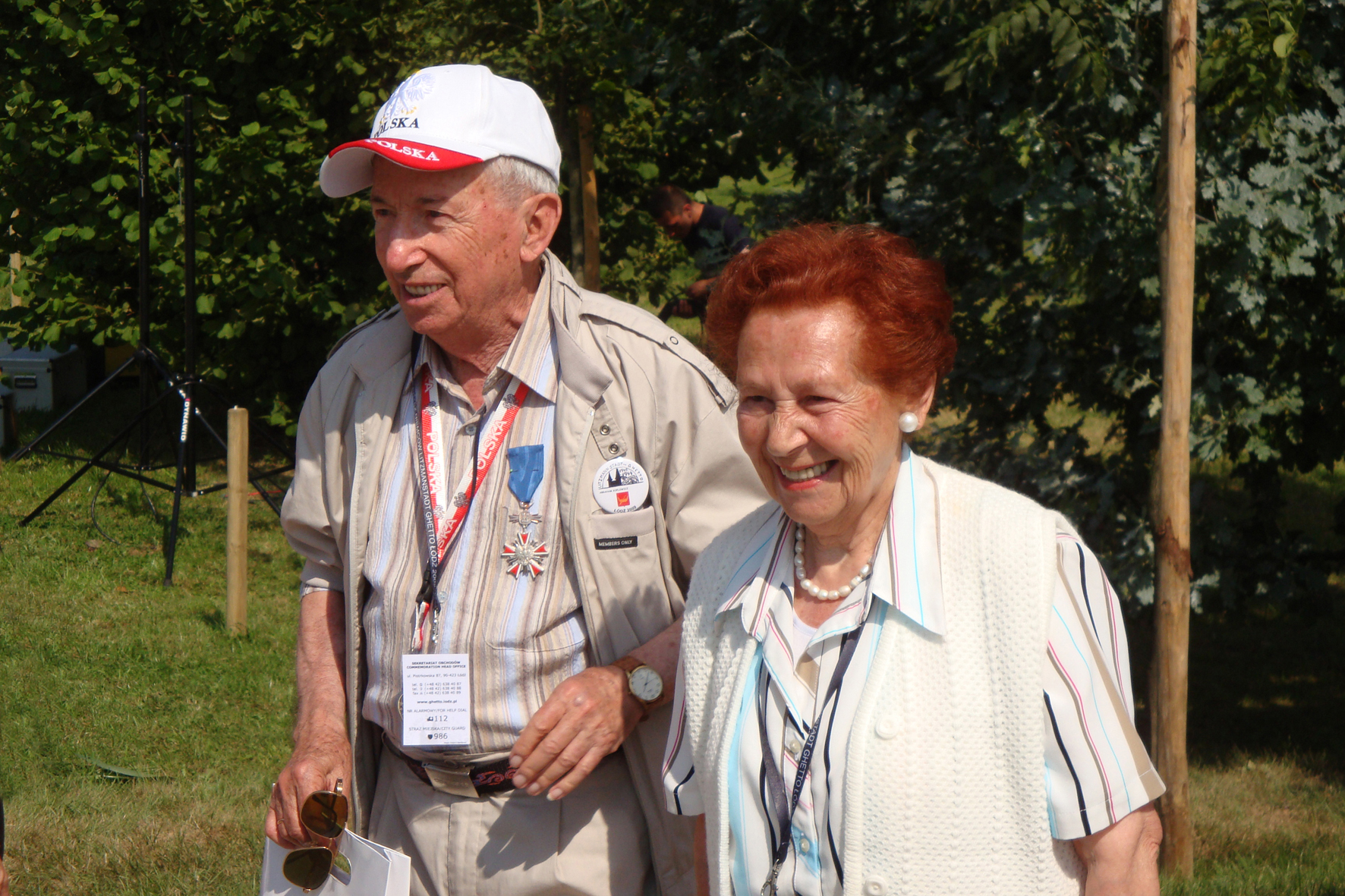
Eliezer Grynfeld z żoną Rachel Grynfeld w Łodzi w Parku Ocalałych 25 sierpnia 2009

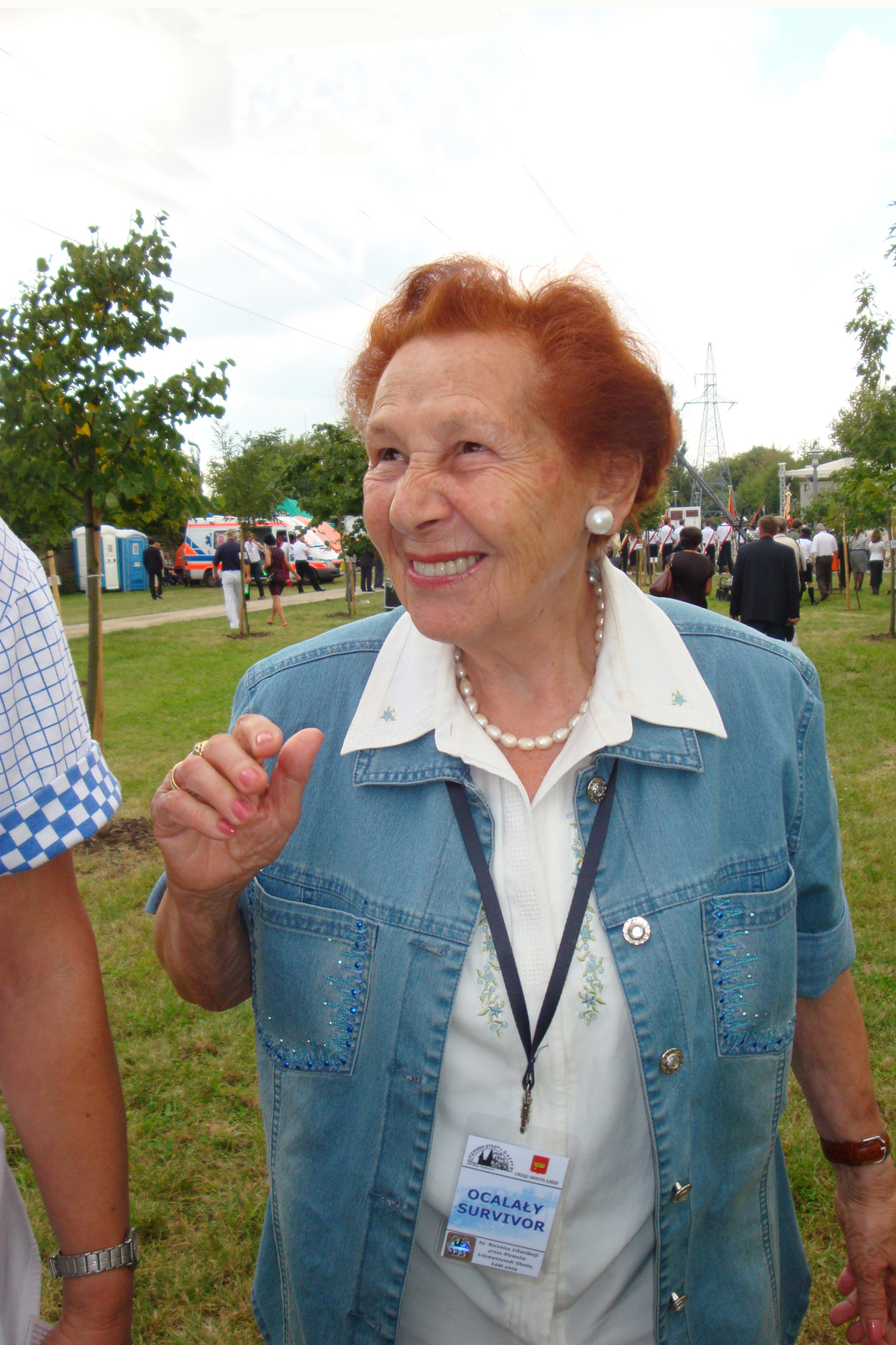
Rachel Grynfeld w Łodzi 27 sierpnia 2009

Rachel Grynfeld (z d. Grynglas, ur. 2 stycznia 1925 w Łodzi, zm. 4 sierpnia 2023 w Holon) – przeżyła Holocaust; była wychowawczynią w przedszkolu. Od 1957 mieszkała w Izraelu, tam zajmowała się upamiętnianiem dziejów łódzkich Żydów. Była współautorką autobiograficznej książki Gwizd życia.

## Życiorys

### Dzieciństwo i młodość
Mieszkała przy Starym Rynku 3, rodzice byli też właścicielami kamienicy przy al. T. Kościuszki 26.
Po ukończeniu szkoły powszechnej uczęszczała do żeńskiego Gimnazjum Towarzystwa Żydowskich Szkół Średnich przy ul. G. Piramowicza 6. Ukończyła tam dwie klasy i zdała do III, ale po wybuchu wojny szkołę zamknięto; naukę kontynuowała prywatnie.

### WLitzmannstadt Getto
Dom, w którym mieszkała z rodzicami, znalazł się w granicach getta stworzonego przez hitlerowców na terenie dzielnicy Bałuty w kwietniu 1940. Zamknięta w getcie, początkowo kontynuowała naukę w gimnazjum. Po zamknięciu gimnazjum zmuszona była pracować, najpierw w fabryce (tzw. resorcie) dywanów, następnie w pracowni kapeluszy, a potem w resorcie metalowym.  
W sierpniu 1944 getto było likwidowane i została wywieziona wraz z 70 000 jego mieszkańców do obozów koncentracyjnych. Trafiła do Birkenau, należącego do hitlerowskiego obozu koncentracyjnego Auschwitz-Birkenau. W październiku 1944 roku została wywieziona do obozu Halbstadt, podobozu Groß-Rosen. Pracowała przy produkcji broni aż do wyzwolenia obozu w maju 1945 przez wojska radzieckie. 

### W Łodzi po wojnie
W czerwcu 1945 wróciła do Łodzi. Dom przy Starym Rynku 3 był zburzony, zamieszkała przy al. T. Kościuszki 26. Zapisała się do szkoły, równocześnie uczyła się księgowości, szkoły jednak nie ukończyła, matury nie otrzymała.
Na jednym ze spotkań organizacji syjonistycznej poznała swojego przyszłego męża Eliezera Grynfelda. Pobrali się 26 marca 1946 i wkrótce wyjechali do Niemiec, z zamiarem dotarcia do Izraela przez obóz UNRRA w Leipheim. Eliezer zachorował i z matką wrócił do Łodzi, ona natomiast jeszcze rok mieszkała w Niemczech i w 1947 wróciła do Łodzi, do męża.
Ponieważ znała język hebrajski, pracowała ucząc tego języka najpierw na koloniach letnich przygotowujących dzieci do wyjazdu do Izraela, potem w żydowskim przedszkolu, domu dziecka, a na koniec w szkole. Wraz z mężem mieszkała w małym, posklepowym pomieszczeniu i dopiero po kilku latach, gdy już mieli dwójkę dzieci, przenieśli się do większego mieszkania.
W Łodzi mieszkali z mężem prawie 10 lat, w październiku 1956 wyjechali do Izraela. 

### W Izraelu
Do Izraela dotarli 21 października 1956 roku. Po przyjeździe do Izraela pracowała przez wiele lat w przedszkolu WIZO, do przejścia na emeryturę 1 września 1985.
Na emeryturze nadal działała społecznie w WIZO i Instytucie Jad Waszem.  
Mieszkali z mężem w Holonie w Izraelu, w domu, który razem zbudowali.

## Kontakty z miastem rodzinnym
Kilkakrotnie odwiedziła z mężem Łódź, uczestniczyli oboje w obchodach 60. i 65. rocznicy likwidacji Ghetto Litzmannstadt.
Ma swoje drzewko w Parku Ocalałych w Łodzi.

## Publikacje
- Razem z mężem napisała książkę biograficzną: Rachel i Eliezer Grynfeldowie, Gwizd życia. Książka najpierw ukazała się w języku hebrajskim, a potem, przetłumaczona na język polski, miała dwa wydania, wydanie II uzupełnione, Łódź 2009, ISBN 978-83-88552-66-3.